# Lundbosjöns naturreservat
Lundbosjöns naturreservat är ett naturreservat i Ockelbo kommun och Gävle kommun i Gävleborgs län.
Området är naturskyddat sedan 2019 och är 1 122 hektar stort. Reservatet omfattar Lundbosjön, dess närmaste strandområde och en del av Testeboån. Det består av vatten, våtmarker, svämlövskog, strandängar och landets nordligaste naturliga förekomst av ek.